# 前橋市宮城体育館
前橋市宮城体育館（まえばししみやぎたいいくかん）は、前橋市の鼻毛石町にある体育館。

## フロア
- 体育館フロアー　面積約1674.27㎡[3]
- 卓球場　1台1時間につき200円　8台[3]
- トレーニングルーム 1時間につき100円[3]
- プール　25mプール　一般1人1回200円・中学生以下1人1回100円　利用期間が決まっている。(夏場)[3]

## 休館日・利用時間
- 休館日
  - プール以外　[3]
  - プール　７月１２日（土）～９月第１日曜日以外また利用期間内でも毎週月曜日（月曜日が祝日にあたる場合は、その翌日）は休館。[4]

- 利用時間
  - プール以外 午前8時～午後9時30分まで　
  - プール　午後１時～午後６時　休憩時間は毎時55分～05分の10分間。（混雑時）

## アクセス
- JR前橋駅から徒歩又はバスで上毛電鉄中央前橋駅へ
- 上毛電鉄中央前橋駅より大胡駅下車。タクシーで約15分。又は、デマンドバスで宮城総合運動場下車。